# Tortoise
Pour les articles homonymes, voir Tortoise (homonymie).
Tortoise est un groupe de post-rock américain, originaire de Chicago, dans l'Illinois. Le groupe propose un mélange entre rock, jazz, electronica, dub et ambient. Tortoise est le mot anglais désignant les tortues terrestres.

## Biographie

### Débuts
C'est en 1990 à Chicago que Doug McCombs, bassiste du groupe Eleventh Day Dream, et John Herndon (ancien membre de The For Carnation) aux claviers et à la batterie font leurs premières expériences musicales, il en sortira deux singles : Mosquito et Lonesome Sound. Mais c'est avec l'arrivée en 1993, de John McEntire (claviers et batterie), Bundy K. Brown (basse et guitare) et Dan Bitney (percussions) que va réellement se former Tortoise. En 1994 paraît le premier album ; il s'intitule simplement Tortoise, et sort sur le label Thrill Jockey. Toujours en 1994 sort un album remix, intitulé Rhythms, Resolutions, and Clusters.
Pour l'album suivant Bundy K. Brown quitte le groupe pour des projets solo, il est remplacé par le bassiste David Pajo (membre de Slint) ils enregistreront en une dizaine de jours le deuxième album de Tortoise : Millions Now Living Will Never Die qui sortira également sur le label Thrill Jockey. Cet album est souvent considéré comme l'album fondateur du post-rock,. La formation de Tortoise, connaîtra de nombreux changements ce qui lui vaudra d'être souvent considérée comme un collectif plus qu'un réel groupe. Le titre fait référence à une brochure des Témoins de Jéhovah.
Quand Tortoise s'apprête à enregistrer son troisième album David Pajo quitte le groupe, il est remplacé par le guitariste Jeff Parker connu pour être un ami de longue date du groupe et un membre de l'AACM (Association for the Advancement of Creative Musicians), association en étroite relation avec la scène free jazz. L'arrivée de Jeff Parker impulse au groupe une nouvelle énergie. L'enregistrement du troisième album s'étalera sur dix mois. C'est donc en 1998 que sort TNT le troisième album de Tortoise sur le label Thrill Jockey. Cet album est considéré comme « l'album le plus riche et le plus abouti, l'album Tortoisien par excellence. »

### Nouveaux albums
Après une escapade en 1999 dans le Fishtank en compagnie du groupe hollandais The Ex, il faut attendre 2001 pour la sortie d'un nouvel album. Celui-ci s'intitule Standards et sort (pour la France) sur le label britannique Warp, jusqu'ici plus connu pour les expérimentations électroniques, d'Autechre ou encore d'Aphex Twin. En 2004 paraît l'album It's All Around You souvent jugé comme décevant par la critique. Sorti en 2006 et réalisé en compagnie de Bonnie Prince Billy, l'album The Brave And The Bold est constitué uniquement de reprises (Devo, Elton John, Richard Thompson, the Minutemen, Melanie, Bruce Springsteen, Lungfish, Don Williams, Milton Nascimento, et Quix*o*tic). 
La sortie du nouvel album Beacons of Ancestorship s'effectue le 23 juin 2009, et laisse une plus grande place aux claviers et aux éléments électroniques, déjà présents auparavant, en particulier dans l'album Standards. En octobre 2009, le jeu vidéo Grand Theft Auto: Chinatown Wars de la série populaire Grand Theft Auto, sort sur PlayStation Portable. Dans cette version, le groupe Tortoise possède leur propre station de radio, parmi les dix autres stations disponibles dans le jeu.
Durant l'été 2011, John McEntire réalise la bande originale du film d'horreur Lovely Molly, réalisé par Eduardo Sánchez. Le groupe n'a, en réalité, composé aucun morceau original pour cette bande-son, McEntire ayant compilé des morceaux écrits et interprétés par d'autres artistes.  Le 6 octobre 2015, leur nouvel album, The Catastrophist, est annoncé pour début 2016 chez Thrill Jockey. Un single du nouvel album, Gesceap, est publié sur YouTube

## Discographie

### Albums studio
- 1994 : Tortoise
- 1996 : Millions Now Living Will Never Die
- 1998 : TNT
- 2001 : Standards
- 2004 : It's All Around You
- 2009 : Beacons of Ancestorship
- 2016 : The Catastrophist

### Autres albums
- 1994 : Rhythms, Resolutions, and Clusters (album remix)
- 2006 : A Lazarus Taxon (Coffret 3CD-1DVD)
- 2006 : Tortoise & Bonnie Prince Billy - The Brave and The Bold
- 2011 : Lovely Molly (bande originale)

### Singles et EP
- 1993 : Mosquito (EP)
- 1994 : The Lonesome Sound (EP)
- 1995 : Why We Fight
- 1995 : Gamera/Cliff Dweller Society
- 1996 : Vaus
- 1996 : Djed
- 1996 : The Taut and the Tame
- 1996 : Rivers
- 1996 : Music for Workgroups
- 1996 : Rome
- 1998 : Madison Ave./Madison Area
- 1998 : Adverse Chamber/To Day Retrieval
- 1998 : D's Winter Crazy Dub
- 1999 : Tortoise and the Ex - In The Fishtank
- 2001 : Gently Cupping the Chin of the Ape [Tour Single]
- 2016 : Yonder Blue